# Bügelbrett

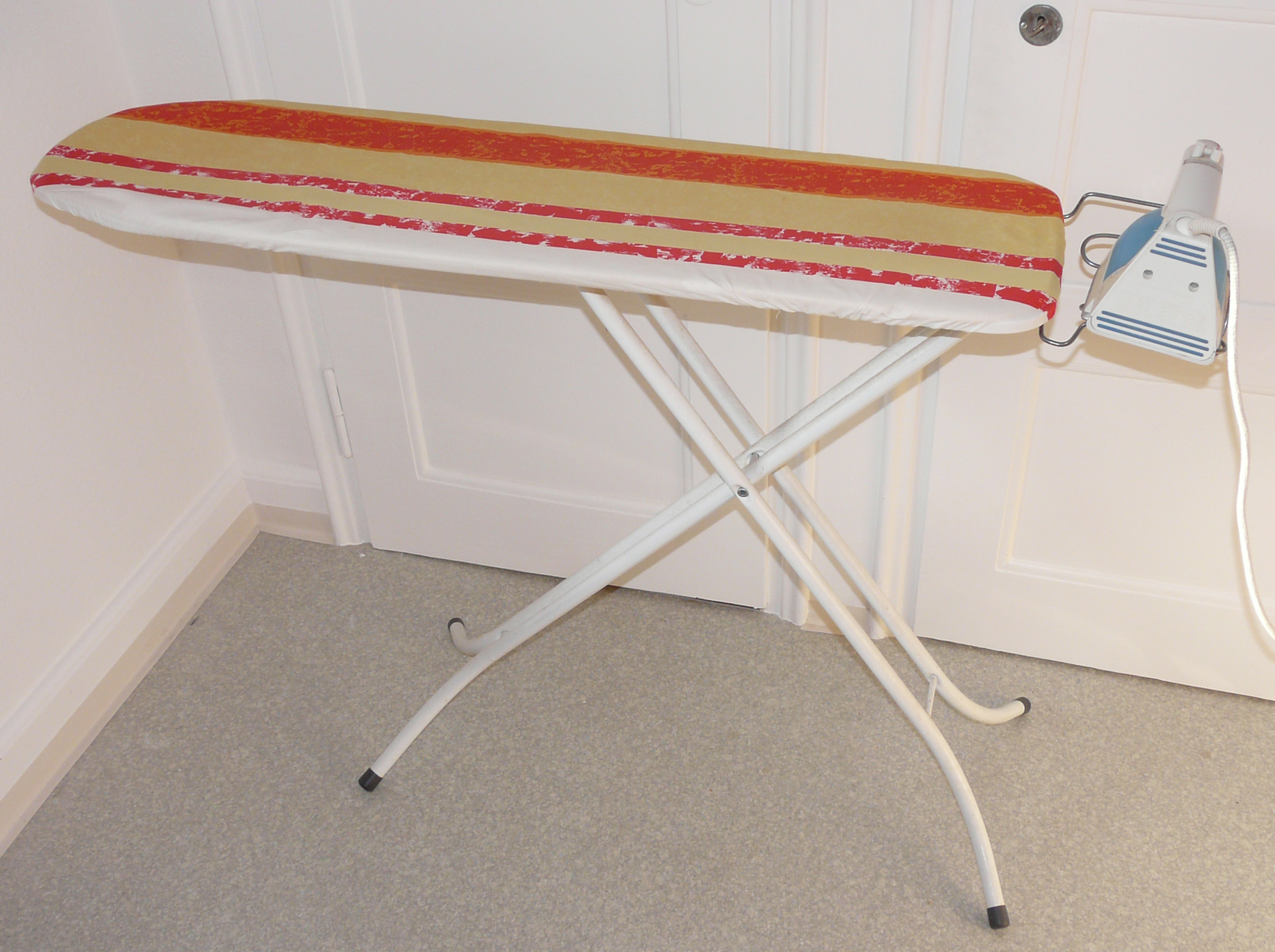
Haushaltsbügelbrett mit Ablage für ein Bügeleisen

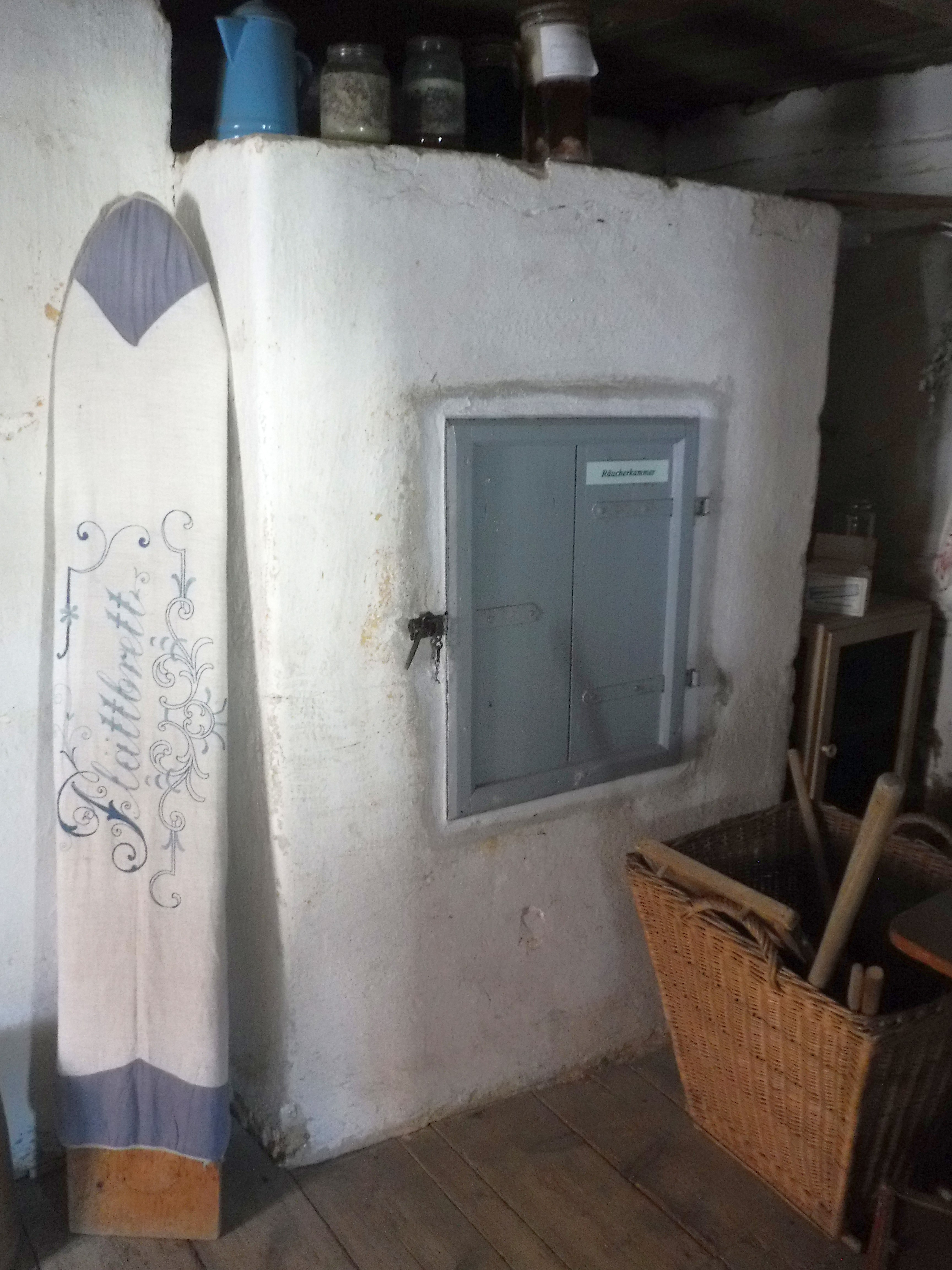
Historisches Bügelbrett (links)

Ein Bügelbrett (auch Plättbrett, im professionellen Sprachgebrauch Bügeltisch) ist ein Arbeitsgerät zum Bügeln von Wäsche. 

## Aufbau
Ein Bügelbrett besteht aus einer mit unterfüttertem Stoff bezogenen Sperrholz- oder Streckmetallfläche mit klappbarem Metallgestell. Am Metallgestell befindet sich oft ein Hebel, der zur Fixierung der eingestellten Arbeitshöhe und bei manchen Bauarten als Riegel für das zusammengeklappte Bügelbrett dient.

## Ausstattung
Bügeltische haben in einfachen Ausführungen eine Bügelfläche, oft aus Streckmetall, über die ein auswechselbarer Stoffbezug (oft Moltonpolsterung mit Baumwollbezug) gespannt ist, und ein metallenes Abstellgitter für das Bügeleisen.
Ausstattungsvarianten bieten Zubehör zur Erhöhung des Bügelkomforts:
- Eigene Steckdose für ein Bügeleisen mit Zuleitung
- Ärmelbrett (separat oder als Aufsatz) zum Bügeln von Ärmeln und Hosen
- Metallbedampfter Bezug, der die Wärmestrahlung des Bügeleisens reflektiert

## Geschichte
In Skandinavien wurde eine Tafel aus Walknochen zusammen mit einem der massiven Glaszylinder gefunden, die damals zum Glätten von Wäsche verwendet wurden. Daher wird eine Nutzung als Bügelbrett diskutiert, angeblich sollen sie bis ins 19. Jahrhundert genutzt worden sein. Bei Ausgrabungen wurden etwa 40 Tafeln aus Walbein gefunden, oft als Beigabe in Frauengräbern, so im Bootsgrab von Scar. Da aber nur eine einzige der Tafeln in räumlichem Fundzusammenhang mit einem Glaszylinder gefunden wurde, ist die Nutzung als Bügelbrett bislang nur eine Vermutung.